# L'illustré
L’Illustré je švýcarský časopis se sídlem v Lausanne a vydávaným ve francouzském jazyce. Vlastní jej mediální skupina Ringier. L’Illustré se zabývá aktualitami ze Švýcarska i ze světa a životem lidí.
Hlavními redaktory jsou Christopher Pass a Jean-Luc Iseli.
Časopis vychází každou středu v nákladu 91 481 výtisků a má přibližně 366 000 čtenářů.